# Barombia
Barombia is een geslacht van rechtvleugeligen uit de familie veldsprinkhanen (Acrididae). De wetenschappelijke naam van dit geslacht is voor het eerst geldig gepubliceerd in 1891 door Karsch.

## Soorten
Het geslacht Barombia  is monotypisch en omvat slechts de volgende soort:
- Barombia tuberculosa (Karsch, 1891)